# Скаутинг

Герб Всесвітнього скаутського руху

Скаутинг (англ. scouting) або скаутський рух — міжнародний неполітичний молодіжний рух, який своєю метою ставить підтримку фізичного, розумового і духовного розвитку молоді, щоб вона могла відігравати важливу роль у суспільстві.
Скаутинг (скаутський рух) — означується як добровільний, неполітичний, виховний рух для молодих людей, відкритий для всіх без обмежень за походженням, віросповіданням чи расовою приналежністю, відповідно до мети, принципів і методів, розроблених засновниками руху. З позицій скаутингу виховання є процесом сприяння постійному (впродовж життя) розвитку людини як особистості і як члена суспільства. Скаутинг є найпоширенішою у світі самовиховною організацією дітей та молоді, оскільки у скаутингу виховувати означає не навчати, а залучати дитину до того, щоб вона навчалась сама.
Початком скаутингу вважається 1907 рік, коли Роберт Бейден-Поуелл, генерал-лейтенант британської армії, провів перший скаутський табір на острові Браунсі (англ. Brownsea Island) в Англії. Бейден-Поуелл, завдяки знанням отриманими на тому ж таборі, сформував основні принципи скаутингу, згодом викладені у його книзі «Скаутинг для хлопчиків» (Лондон, 1908), яка і донині є основоположною працею для скаутської роботи.
Протягом першої половини 20-го сторіччя скаутський рух поширився у всьому світі. А щоб краще і повніше відповідати віковим особливостям молоді, за кілька років він поділився на три вікові групи.
Рух використовує власну методу виховання — програму неформальної освіти з акцентом на практичних зовнішніх діях, зокрема таборування, знання лісу, водний спорт, піші мандрівки, заняття альпінізмом та спортом. Іншою зовнішньою рисою, за допомогою якої можна впізнати скаута — це його уніформа (однострій).

На початок 2007 року до скаутського руху належало понад 38 мільйонів членів у 216 країнах і територіях. Найбільшою міжнародною організацією, до якої входять національні скаутські організації є Всесвітня організація скаутського руху. Станом на 2006 рік у п'яти країнах світу не було скаутських організацій — Андоррі, Кубі, Лаосі, М'янмі та Північній Кореї
Україна у Всесвітній організації скаутського руху представлена Національною організацією скаутів України.

## Виникнення українського скаутського руху
Одним з попередників скаутського руху була таємна юнацька організація Кам'янець-Подільської бурси «Запорозька Січ» (1895—1900) на чолі з семінаристом Ісаєю Сулковським. Опікуном організації був художник Дмитро Жудін. Учасники плекали козацькі традиції, прибирали собі псевдоніми козаків — історичних або літературних героїв, виробляли дерев'яну «зброю», особливої ваги надавали фізичному гартові і життю серед природи. Кожен відділ мав свою відзнаку — гілку дерева, котру носив на шапці.
Перший активний сплеск до поширення власне скаутського руху в світовому масштабі припадає на 1911—1912 роки. Після видання книги Роберта Бейден-Поуелла «Скаутинг для хлопців» в 1908 році потрібен був деякий час для широкого ознайомлення у світі з її змістом. Після появи скаутського руху відомості про нього з'являються в обох частинах України, розділених поміж Російською та Австро-Угорською імперією. Перші скаутські осередки — російський та польський — виникли одночасно на сході і заході України, у сучасних Донецькій і Львівській областях відповідно. Вони були першими і для своїх народів, тобто російський та польський скаутинг зародилися саме в Україні[джерело?].

### Російська Імперія
1909 у Бахмутському повіті на Катеринославщині гімназист, а згодом лікар Антон Гончаренко створює першу бойскаутську дружину (роту) в Російській імперії. Восени, роз'їхавшись по школах, його скаути організували аналогічні відділи на Катеринославщині та Харківщині, — у Луганську, Ізюмі, Слов'янську. У своїй діяльності вони керувалися книгою «Юный разведчик» — перекладом російським генштабом Бейден-Павеллівського «Скаутингу для хлопців», здійснений, як вважається, для бахмутських юнаків за особистою вказівкою імператора. Влада намагалася перетворити новий рух на мілітарну структуру «потєшного» спрямування і бахмутська організація розвинулася у велику організацію під проводом інспектора народних шкіл повіту. Попри свій проросійський мілітарний характер загін користувався демократичнішими від російського скаутингу засадами, об'єднуючи гімназистів, реалістів і молодших дітей робітників.
У 1911—1914 роках у Києві існував скаутський гурток, заснований лікарем Анохіним, чия діяльність характеризувалась як туристичне товариство для пізнання Києва та його околиць, а по суті — ознайомлення із вихованням молоді за системою Сетона-Томпсона. Серед членів гуртка були брати Богацькі, професор Щербина — дослідник археологічних пам'яток стародавнього Києва та інші. Відділи бойскаутів за англійським зразком і методами почали творитися з 1914 року під час першої світової війни заходами Київської навчальної округи при гімназіях Києва. Їх очолив Анохін. Вони мали російський характер, велику увагу в них приділяли фізичному вихованню. Скаути допомагали переносити хворих вояків із санітарних потягів на вокзалі до шпиталів.
27 січня 1915 року «развєдчіки» зустрічали і проводжали потяг імператора Миколи II під час його відвідин Києва, і отримали похвалу «ґлавнонаблюдающего» над фізичним розвитком населення Російської імперії і генерал-майора Воєйкова; їхній табір відвідувала велика княгиня Анастасія Миколаївна з доньками. На 1915 рік у Києві існували 2 дружини, Анохін видав підручник «Спутник юного разведчика». У 1915 році в Києві виник перший загін «юних розвідниць».
Скаутські загони за часів Російської імперії існували переважно при школах у таких українських містах: Одеса, Катеринослав, Бахмут, Олександрівськ (Запоріжжя), Харків, Житомир та ін.

### Австро-Угорщина
У листопаді 1909 львів'янин Андрій Малковський переклав польською мовою книги Роберта Бейден-Павелла «Скаутинг для хлопців». У липні 1911 книга вийшла друком під назвою «Скаутинг як система виховання молоді» (пол. Scouting jako system wychowania młodzieży), автор перекладу швидко став великим прихильником нового руху і почав активно популяризував його. Зокрема в березні-квітні 1911 року Малковський провів у Львові перший скаутський вишкіл, на якому обговорювались розділи майбутньої книги, а в листопаді цього ж року почав видавати часопис «Skaut», який швидко набув популярності серед молоді.
Перший український скаутський гурток у Західній Україні заснував у Львові восени 1911 року студент Львівської Політехніки Іван Чмола при львівському військово-спортивному товаристві «Січ». До нього входили учні Академічної гімназії, студенти Львівського Університету, Торгівельної школи, Головної державної семінарії, Жіночої Семінарії Українського Педагогічного Товариства та Семінарії Сестер Василіянок. Від перших сходин організатор гуртка заявив: «Наш скаутинг не має бути забавкою, а з нього має зродитися наше рідне українське військо». Програма діяльності гуртка включала стрільбу, сигналізування, стеження, військові вправи з маршами тощо. Володіючи англійською мовою, Чмола перекладав з праці Роберта Бейден-Павелла і тому, попри мілітарний характер, його гурток дотримувався основоположних засад скаутингу. Першим підсумком його діяльності став двотижневий підготовчий табір в Карпатах влітку 1912 року за участю близько 30 пластунів і пластунок з різних галицьких гуртків Пласту. Це був перший український скаутський табір.
Організатором другого скаутського осередку у Львові став Петро Франко — син славетного класика української літератури. Вчителюючи, він дещо пізніше за Івана Чмолу, в грудні 1911 року створив таємний, а згодом легальний, скаутський гурток при філії Академічної гімназії, до якого ввійшли учні її старших класів. На початку квітня 1912 року Франко створив перший український дівочий скаутський гурток при Жіночій семінарії Українського педагогічного товариства, юначки якого належали також паралельно і до гуртків Чмоли. У своїй праці він спирався на англійський підручник Бейден-Павелла, а також на переклад польського засновника скаутингу Малковського. Гуртки Франка переросли в достатньо широку організацію, яка нараховувала близько 120 членів і проіснувала до початку Першої світової війни. На відміну від гуртка Чмоли, основою програми діяльності своїх гуртків Франко поставив фізичний вишкіл. Саме в гартуванні тіла він бачив основне покликання скаутингу. Петру Франку належала ідея назвати українських скаутів пластунами за аналогією з назвою розвідників-пластунів у війську українських запорозьких козаків.
При тій же Академічній гімназії у Львові, але в головному корпусі, заснував ще один скаутський осередок, але вже цілком легальний, її викладач Олександр Тисовський. Його не задовольняла наявна рутинна система виховання і в своїх пошуках кращої він зупинився на скаутській. Володіючи англійською мовою, він також мав змогу перекладати працю Бейден-Павелла «Скаутинг для хлопців», популяризувати її в публіцистичних статтях та в практичних виховних цілях намагався синтезувати її ідеї з українськими особливостями (у спогадах Тисовський писав, що його надихнула книга Малковського, яку побачив у студента-однокурсника, поляка). Свій перший скаутський гурток, з дозволу дирекції гімназії, Тисовський заснував на базі IV гімназійного класу 21 квітня 1912 року. На відміну від Чмоли і Франка, які в заняттях зі своїми гуртками головну увагу зосередили саме на змістовну частину відповідно військового та фізичного вишколу і недостатньо її приділяли іншим, з їхньої точки зору, формалістичним моментам, Тисовський дотримувався «букви» бейден-павеллівської ідеї і, за архівними даними, 18 червня 1912 року прийняв пробу учасника та Пластовий обіт (першу присягу українських скаутів) у активних членів свого гуртка.

### Незалежна Україна
В умовах національно-державного відродження України, починаючи з 1917 року українські скаути організаційно виділилися зі складу загальноросійської організації і перейшли на українське національне становище. Всі вони засновувались на британський взірець. У 1916—1917 роках Гончарів-Гончаренко, дружинний першої скаутської організації на теренах сучасної України у Бахмуті, під час служби у війську організував повністю українську скаутську дружину в Ізмаїлі (сучасна Одеська область). Один з перших українських скаутських загонів виник за ініціативою Плюща, бойскаута першого ступеня та інших скаутів у березні 1917 року під назвою «Перший Український Загін Бой-Скаутів м. Чернігова». Паралельно діяли український бойскаутський загін у Києві та гімназіях Білої Церкви (заснований Слабченком у травні 1917). У 1918 році скаутські відділи постали у Вінниці, Каневі, Ржищеві та в Києві, згодом, до 1920 року — у Фастові, Житомирі, Катеринославі, Кам'янці-Подільському та інших місцевостях. Назвою цих відділів була: «Українські Бой-Скаути» (УБС). В Києві працювали у скаутизмі Яремченко, Мороз, Лоський, Гайдовський, Попович та ін., в Одесі — Липа. Скаутський загін діяв також у Харкові.
У 1918 році Слабченко організовував у Києві дружини олд-скаутів. До скаутського гуртка, заснованого Дашкевичем у 1917—1918 роках, належав син майбутнього гетьмана Скоропадського — Данило.
В деяких місцевостях українізація скаутингу відбувалася за допомогою пластунів Галичини в лавах УСС та Січових Стрільців Армії УНР, а також пластових підручників. Загони скаутів у Білій Церкві допомагали організовувати Слабченкові полковник Чмола (співзасновник Пласту в Галичині) та Левицький. Розбудовуючись, український скаутинг організував свої координувальні органи: у Києві діяла «Всеукраїнська Скаутова Рада». Влітку 1918 року гетьман Скоропадський видав розпорядження про створення скаутських організацій при середніх школах; прихильно ставився до українського скаутингу Петлюра.
У 1918 році на Поділлі у школах почали засновувати Пласт вихідці з Галичини. В Кам'янці діяв Павло Богацький — отаман Коша Охорони Республіканського ладу. В 1919 році Військове міністерство призначило його начальником комісії для військових юнацьких шкіл, Січей і Пласту в Україні. Цього ж року старшинами українського війська було утворено товариство «Мати-Січ», яке організовувало відділи «Молодої Січі», її статут було складено на основі «Scouting for Boys» P.Бейден-Павелла, затверджено міністерствами Військовим та Освіти як форму фізичного й морального виховання молоді в УНР.

### Українська Соціалістична Радянська Республіка
Після поразки українських національних урядів у визвольних змаганнях на українських землях колишньої Російської імперії постала маріонеткова Українська Соціалістична Радянська Республіка (УСРР), яка почала жити за більшовицькими законами із відповідним ставленням до виховання молоді.
У 1920 році постановою III з'їзду Російської комуністичної спілки молоді бой-скаутизм проголошувався "наскрізь буржуазним за суттю і тому не міг бути тією формою, в яку можна влити інший зміст".
За постановами II Всеросійської конференції PKCM у травні 1922 року було утворено дитячу комуністичну організацію під керівництвом PKCM і ЦК КП(б). Скаутинг на території УСРР було заборонено.

### Еміграція
Чільні діячі українського скаутингу емігрували з Радянської України, відновивши скаутський рух у рамках Пласту за кордоном. Такі частини виникли у Польщі, Чехо-Словаччині, Франції тощо (Слабченко, Гончаренко, Яремченко, Лоханько та ін.). Вихідці з центральних та південно-східних земель також доклали зусиль для розбудови Пласту на Волині, в Галичині, на Закарпатті.